# Klasea mouterdei
Klasea mouterdei là một loài thực vật có hoa trong họ Cúc. Loài này được (Arènes) Greuter & Wagenitz mô tả khoa học đầu tiên năm 2003.